# Emanuele Sella
Emanuele Sella (ur. 9 stycznia 1981 w Vicenzy) – włoski kolarz szosowy.
Sella został zawodowcem w roku 2004 w drużynie Ceramica Panaria. Swój pierwszy sukces świętował podczas Giro d’Italia 2004. Dzięki udanej próbie ucieczki wygrał górski etap i obok Damiano Cunego był jednym z wielkich odkryć. W klasyfikacji łącznej znalazł się wtedy na 12. miejscu. W następnym Giro zdobył już 10. lokatę. Poza tym w roku 2005 wygrał swój pierwszy wyścig etapowy – Brixia Tour.
W roku 2008 na Giro zajął 6. miejsce i udało mu się wygrać trzy ciężkie etapy górskie. Został jednak zdyskwalifikowany i pozbawiony triumfów.
5 sierpnia 2008 roku został przyłapany na stosowaniu dopingu.

## Najważniejsze osiągnięcia
2004
- 12. miejsce w Giro d’Italia
  - 1. miejsce na 11. etapie

2005
- 1. miejsce w Brixia Tour
  - 1. miejsce na 2b etapie
- 10. miejsce w Giro d’Italia

2007
- 1. miejsce na 3. etapie Brixia Tour

2008
- 1. miejsce na 5. etapie Settimana Internazionale
- 6. miejsce w Giro d’Italia
  - 1. miejsce na 14., 15. i 20. etapie

2010
- 2. miejsce w Grosser Preis des Kantons Aargau
- 3. miejsce w Tour of Austria

2011
- 1. miejsce w Settimana Internazionale di Coppi e Bartali
  - 1. miejsce na 1b i 3. etapie
- 2. miejsce w Giro dell’Appennino
- 3. miejsce w Tour de Langkawi

2012
- 1. miejsce w Coppa Ugo Agostoni
- 1. miejsce w Gran Premio Industria e Commercio di Prato